# Rechtmäßiges Alternativverhalten
Unter dem Begriff des rechtmäßigen Alternativverhaltens werden in der Rechtswissenschaft Fälle verstanden, bei denen zwar unrechtmäßig gehandelt wurde und hierdurch ein Schaden eingetreten ist, der Schaden aber auch bei rechtmäßigem Verhalten eingetreten wäre oder hätte eintreten können. Die Frage nach dem rechtmäßigen Alternativverhalten stellt sich als Relevanzkriterium einer Pflichtverletzung des Täters für den tatbestandlichen Erfolgseintritt und damit im Zusammenhang mit der sogenannten objektiven Zurechnung der Tat. Im Strafrecht wird es aus dem Grundsatz in dubio pro reo hergeleitet.
Vielzitiertes Beispiel ist der Radfahrer-Fall: Ein Lkw-Fahrer hatte zu einem angetrunkenen Fahrradfahrer nicht ausreichend Abstand gehalten und der Fahrradfahrer wurde überfahren. Der Unfall wäre allerdings auch passiert, wenn der Abstand eingehalten worden wäre.

## Strafrecht
Rechtmäßiges Alternativverhalten bedeutet im Strafrecht im Bereich der objektiven Zurechnung eine Konstellation, bei der sich das durch das pflichtwidrige Täterverhalten begründete Risiko deshalb nicht im konkreten tatbestandlichen Erfolg niederschlägt, weil auch bei einem pflichtgemäßen Verhalten des Täters der Erfolg gleichwohl oder jedenfalls mit an Sicherheit grenzender Wahrscheinlichkeit eingetreten wäre.
Liegt ein Fall des rechtmäßigen Alternativverhaltens vor, so entfällt eine Strafbarkeit mangels objektiver Zurechnung. Hierfür erforderlich ist, dass der Täter eine rechtlich missbilligte Gefahr geschaffen hat, die sich im konkreten tatbestandlichen Erfolg realisiert. Da bei einem pflichtgemäßen Täterverhalten der Erfolg ebenfalls eingetreten wäre, kann dem Täter der Erfolg als solcher nicht angelastet werden. Demnach hat sich auch nicht zwangsläufig das pflichtwidrige Verhalten, d. h. die rechtlich missbilligte Gefahr im konkreten Erfolg niedergeschlagen.
A fährt seinen PKW mit erhöhter Geschwindigkeit durch eine geschlossene Ortschaft. Plötzlich taumelt ihm der betrunkene B vor das Fahrzeug. B kommt durch den Unfall zu Tode. A hätte auch bei Einhaltung der richtigen Geschwindigkeit nicht rechtzeitig bremsen können. Da sich das Risiko des zu schnellen Fahrens nicht im Erfolg niedergeschlagen hat, kann A nicht nach § 222 StGB bestraft werden.

### Anwendung des In-dubio-pro-reo-Grundsatzes
Die herrschende Meinung wendet in Fällen des rechtmäßigen Alternativverhaltens auch den Grundsatz in dubio pro reo an. Dies bedeutet, dass wenn bereits konkrete Anhaltspunkte vorliegen, dass es bei pflichtgemäßen Verhalten möglicherweise zum gleichen Erfolg gekommen wäre, eine Strafbarkeit zu Gunsten des Täters entfällt.
Diesen Grundsatz wandte auch der Bundesgerichtshof im folgenden Fall an:
Der Radfahrer R kommt zu Tode, als ihn der LKW-Fahrer L mit zu geringem Seitenabstand überholt. Da R (für L nicht erkennbar) erheblich angetrunken war, besteht Grund zu Annahme, dass er auch dann unter den Anhänger geraten wäre, wenn L den erforderlichen Sicherheitsabstand eingehalten hätte. Auf Grund der verbleibenden Zweifel am Pflichtwidrigkeitszusammenhang ist L der Tod des R nicht zuzurechnen.

### Bedeutung bei Fahrlässigkeitsdelikten
Bedeutung hat die Figur des rechtmäßigen Alternativverhaltens vor allem bei Fahrlässigkeitsdelikten im Rahmen des so genannten Pflichtwidrigkeitszusammenhangs. Der Pflichtwidrigkeitszusammenhang bezieht sich dabei nicht allein auf die Kausalität der Pflichtwidrigkeit des Täters für den Erfolgseintritt; bei einem Fahrlässigkeitsdelikt ist stets erforderlich, dass sich zwischen dem pflichtwidrigen Täterverhalten einerseits und dem Taterfolg andererseits gerade diejenige rechtlich missbilligte Gefahr verwirklicht hat, die durch die Sorgfaltspflichtverletzung des Täters geschaffen worden ist. Dieser Zusammenhang fehlt, wenn der Erfolg auch bei pflichtgemäßem Alternativverhalten ebenso eingetreten wäre.

### Problem der unterschiedlichen Maßstäbe
In bestimmten Fällen ist fraglich, auf welches konkrete Alternativverhalten für die Vermeidbarkeit beziehungsweise Unvermeidbarkeit des Erfolges abzustellen ist. Es können unterschiedliche Maßstäbe herangezogen werden, an welchen sich das rechtmäßige Alternativverhalten bemisst, wodurch dementsprechend unterschiedliche Ergebnisse entstehen. Dies wird an folgendem Beispiel deutlich:
A fährt mit der zulässigen Höchstgeschwindigkeit von 50 km/h. Ein Kind springt vor das Fahrzeug, weshalb es zu einem Unfall kommt und dieses tödlich verletzt wird. Ein Sachverständigengutachten ergibt, dass A zum Tatzeitpunkt eine Blutalkoholkonzentration von 1,1 ‰ aufwies. Zwar hätte A bei der Geschwindigkeit von 50 km/h das Geschehen auch im nüchternen Zustand nicht verhindern können. Jedoch wäre der Unfall nicht passiert, wenn er mit der für seinen Trunkenheitsgrad angemessenen Geschwindigkeit von 20 km/h gefahren wäre.
Die Rechtsprechung vertritt die Auffassung, das maßgebende Alternativverhalten bestehe im Fahren im alkoholisierten Zustand mit entsprechend angepasster Geschwindigkeit. Demnach ist darauf abzustellen, ob der Unfall vermieden worden wäre, wenn der Fahrer seine Geschwindigkeit seinem trunkenen Zustand mit der damit verbundenen verminderten Reaktionsfähigkeit entsprechend verringert hätte. Da A im Beispielsfall nicht entsprechend langsamer gefahren ist, wie es von ihm zu verlangen gewesen wäre, kann ihm der Tod des Kindes zugerechnet werden. Als Argument wird vor allem § 3 Abs. 1 StVO herangezogen, wonach ein Fahrer eben nur so schnell fahren darf, als er sein Fahrzeug beherrscht.
Allerdings steht dem das normierte Fahrverbot gemäß § 316 StGB und § 24a StVG entgegen. Es wäre in sich widersprüchlich in diesem Falle eine angepasste Geschwindigkeit für einen betrunkenen Fahrer aufzustellen und damit einen anderen Maßstab für das Alternativverhalten anzulegen, denn ein Betrunkener darf gar nicht fahren, auch nicht mit angepasster Geschwindigkeit. Dementsprechend stellt die herrschende Literaturmeinung darauf ab, ob der Unfall in der konkreten Situation vermeidbar gewesen wäre. Ausgangspunkt ist damit eine Fahrt in nüchternem Zustand. Nach diesem Maßstab wäre der Unfall und der Tod des Kindes auch bei pflichtgemäßem Handeln, d. h. bei rechtmäßigem Alternativverhalten (Fahren ohne Alkohol) nicht verhindert worden. Daraus folgt, dass der Pflichtwidrigkeitszusammenhang und damit auch die Fahrlässigkeitsstrafbarkeit (gemäß § 222 StGB) entfällt.

## Zivilrecht
Im Zivilrecht spielt das rechtmäßige Alternativverhalten bei der Haftung in Schadensersatzfällen eine Rolle. Rechtmäßiges Alternativverhalten wird dabei einem Schadensersatzanspruch entgegengehalten. Es kann dabei in jedem Haftungsprozess aufgegriffen werden, besondere praktische Bedeutung hat die Figur des rechtmäßigen Alternativverhaltens in den Fällen der Arzt- und der Amtshaftung.

### Dogmatischer Ansatz

#### Rechtmäßiges Alternativverhalten als Problem der Kausalität
Teile der Literatur sehen den Einwand des rechtmäßigen Alternativverhaltens als Problem der Kausalität. Nach diesem Ansatz umfasst der Kausalitätsbegriff auch ideelle und normative Gegebenheiten wie die Pflichtwidrigkeit und beschränkt sich nicht auf eine Verursachung durch reale Kräfte im Sinne einer naturwissenschaftlichen Verursachung (sogenannter „normativer Kausalitätsbegriff“). Die wohl heute herrschende Ansicht geht jedoch von einem naturwissenschaftlichen Kausalitätsbegriff aus. Hauptargument ist, dass ein normativer Kausalitätsbegriff ohne eine bestehende Notwendigkeit verschiedene Kategorien vermengt, die in beweisrechtlicher Hinsicht unterschiedlich zu behandeln sind. Die naturwissenschaftliche Herbeiführung im Sinne einer realen Verursachung des Schadens durch das Verhalten des Täters steht jedoch beim rechtmäßigen Alternativverhalten außer Frage.
Wichtig zu beachten ist, dass die „Condicio-sine-qua-non-Formel“, welche besagt, dass eine Bedingung nur dann ursächlich ist, wenn sie nicht hinweg gedacht werden kann, ohne dass der Erfolg in seiner konkreten Gestalt entfiele in Fällen des rechtmäßigen Alternativverhaltens an ihre Grenze stößt. Legt man diese dem Wortlaut nach zu Grunde, so käme man zu dem Ergebnis, dass das rechtswidrige Verhalten schon nicht ursächlich war, da gerade dieses, dadurch, dass der Erfolg auch bei rechtmäßigen Verhalten eingetreten wäre, gerade keine notwendige Bedingung („condicio sine qua non“) für den Erfolg war. So erklärt diese die reale Kausalität nicht, sondern setzt sie voraus. Nach ihr entfiele die Kausalität im Haftungssinn bereits dann, wenn trotz realer Kausalität zwischen Handlung und Erfolg dieser auch anders eingetreten wäre.

#### Rechtmäßiges Alternativverhalten als Problem der Schadenszurechnung
Die Fachliteratur ist uneinheitlich, unter welchen grundsätzlichen Gesichtspunkten das rechtmäßige Alternativverhalten im Rahmen der wertenden Schadenszurechnung zu behandeln sein soll. Teilweise wird vertreten, dass es eine Frage der hypothetischen Kausalität sei, teilweise als Frage des Rechtswidrigkeitszusammenhangs behandelt, teilweise auch als Frage des Schutzzwecks der verletzten Rechtsnorm betrachtet. Auch die Rechtsprechung ist bezüglich des rechtsdogmatischen Ansatzes uneinheitlich.
Gegen die Einordnung des rechtmäßigen Alternativverhaltens als Problem der hypothetischen Kausalität wird u. a. eingewandt, dass dieses von einer anderen Person als dem Täter gesetzt wird, wohingegen sich das rechtmäßige Alternativverhalten auf ein hypothetisches Verhalten desjenigen bezieht, der real gehandelt hat. Darüber hinaus handelt es sich bei der hypothetischen Kausalität um eine Reserveursache, die tatsächlich stattgefunden hat und bloß nicht mehr zum Erfolg führen konnte, wohingegen sich der Einwand des rechtmäßigen Alternativverhaltens auf eine völlige Hypothese stützt.
Auch die wohl herrschende Ansicht, nach welcher es sich beim Einwand des rechtmäßigen Alternativverhaltens um ein Problem des Schutzzwecks der verletzten Norm handelt, wird vielseitig kritisiert. So gehe es beim Schutzzweck der Norm darum, den Tatbestand einer Haftungsbestimmung von ihrem prinzipiellen Zurechnungshorizont abzugrenzen und dessen Reichweite generell zu bestimmen. Beim rechtmäßigen Alternativverhalten gehe es hingegen um die Frage, ob der Geschehensablauf, der äußerlich ebendiesen Ansprüchen des Normzwecks genügt, nicht infolge konkret-individueller Umstände außer Acht bleiben soll. So werde beim rechtmäßigen Alternativverhalten nicht die „Reichweite“ bzw. die „Sinnerfassung“ des Schadens in Frage gestellt, sondern nur diejenigen Schadensfolgen ausgeklammert, die auch bei ordnungsgemäßen Verhalten eingetreten wären.

### Beachtlichkeit des Alternativverhaltens

#### Grundsatz
Die herrschende Meinung hält das rechtmäßige Alternativverhalten dem Grunde nach für beachtlich. So mangelt es im Falle des Schadenseintritts trotz rechtmäßigen Verhaltens seitens des Schädigers an der Zurechenbarkeit des eingetretenen Schadens.

###### Lehre vom Schutzzweck der Norm
Teile der Literatur, welche das rechtmäßige Alternativverhalten als Problem der Schutzzwecks der Norm auffassen, differenzieren danach, ob es Schutzzweck der konkreten Norm ist nur eben das schädigende Verhalten (Verletzungsart) oder die Schädigung überhaupt (Verletzungserfolg) zu verhindern. Nur im ersteren Fall komme der Einwand des rechtmäßigen Alternativverhaltens in Betracht. Dem trage der Rechtsgedanke Geltung, dass derjenige, der einen rechtswidrigen anstelle eines rechtmäßigen Weges gewählt hat, sich an dieser seiner Wahl festhalten lassen und die Folgen auf sich nehmen muss. Andere wiederum kritisieren diese Differenzierung. So wird teils die Frage gestellt, warum eine Berufung auf den Einwand des rechtmäßigen Alternativverhaltens in solchen Fällen, in denen die verletzte Norm den Zweck hat vor dem kompletten Schaden zu schützen, ausgeschlossen sein soll. So zeige gerade die Möglichkeit einer rechtmäßigen Herbeiführung des Schadens, dass der Geschädigte nicht in jedem Fall vor diesem geschützt werden sollte. Darüber hinaus wird angeführt, dass das Problem des rechtmäßigen Alternativverhaltens nur in den Fällen relevant wird, in denen der eingetretene Schaden vom Schutzzweck der Norm erfasst wird. Soweit aber die verletzte Norm gerade den konkreten Schaden verhindern will, müsste im Umkehrschluss die Beachtlichkeit des rechtmäßigen Alternativverhaltens stets verneint werden. Mithin bedürfe es einer besonderen Begründung dafür, aus welchen Gründen der Schutzzweck der verletzten Norm überhaupt in irgendeinem Fall die Berufung auf das rechtmäßige Alternativverhalten zulassen sollte. Eine solche Begründung bleibe diese Ansicht jedoch schuldig. Vielmehr gelte es zu beachten, dass der Schutzzweck einer Norm dort endet, wo durch rechtmäßiges Verhalten derselbe Erfolg eingetreten wäre, bzw. dass eine Norm Schäden, die auch bei normgemäßen Verhalten eingetreten wären, gar nicht verhindern will, da sie diese nicht verhindern kann.

###### Lehre vom Rechtswidrigkeitszusammenhang
Die Lehre vom Rechtswidrigkeitszusammenhang sieht den Einwand des rechtmäßigen Alternativverhaltens als durchgehend beachtlich an. So wird angeführt, dass es Sinn des Schadensrechts sei Ausgleich für erlittene rechtswidrige Schädigungen zu schaffen, die infolge der Missachtung schadensersatzrechtlicher Haftungsnormen entstanden sind. Wenn jedoch auch bei rechtmäßigen Verhalten der Schaden eingetreten wäre, so verliere die Widerrechtlichkeit ihre Funktion als tragendes Moment der Ersatzpflicht. Ein Rechtswidrigkeitszusammenhang bestehe gerade nicht. Wolle man in solchen Fällen eine Pflicht zum Schadenersatz bejahen, so könne man dies nur unter dem Aspekt der Sanktionierung tun, der dem Schadensrecht jedoch fremd sei.

##### Rechtsprechung
Die Rechtsprechung ist sowohl in der Frage der dogmatischen Einordnung als auch der Beachtlichkeit des rechtmäßigen Alternativverhaltens uneinheitlich. Es lässt sich jedoch sagen, dass die höchstrichterliche Rechtsprechung das rechtmäßige Alternativverhalten grundsätzlich für beachtlich hält. So werden Schäden, die auch bei rechtmäßigem Verhalten entstanden wären, regelmäßig nicht vom Schutzzweck der Norm erfasst. Jedoch behält sich die Rechtsprechung eine Entscheidung im Einzelfall vor. So könne der Schutzzweck der konkreten Norm ergeben, dass die Berufung auf das rechtmäßige Alternativverhalten ausgeschlossen ist. Einheitliche Abgrenzungskriterien, wann der Schutzzweck einer Norm die Berufung auf das rechtmäßige Alternativverhalten verwehrt und wann nicht, finden sich in der Rechtsprechung jedoch nicht.

#### Einzelne Problemkreise

##### Amtshaftung
Grundsätzlich ist der Einwand des rechtmäßigen Alternativverhaltens auch bei staatlichen Akten und Entscheidungen relevant. Auch bei unrechtmäßigem Verhalten soll der Bürger grundsätzlich nicht besser dastehen, als er bei rechtmäßigem Verhalten stünde. Dies ist unproblematisch, wenn nur eine Handlung rechtmäßig gewesen wäre, etwa eine unzuständige Behörde Lebensmittel beschlagnahmte, die auch die zuständige Behörde wegen Salmonellenbefall beschlagnahmt hätte. In Fällen, in denen Behörden Ermessen eingeräumt wurde, ist dabei zu unterscheiden: War das Ermessen auf Null reduziert, also nur eine Entscheidung der Behörde rechtmäßig möglich, oder bestand eine Verwaltungspraxis der Behörde vergleichbare Fälle stets in gleicher Weise zu behandeln, dann kann der Einwand erheblich sein. Bei der Frage, wie Behörden entschieden hätten kommt es im Wesentlichen auf die Feststellungen des Richters im Prozess an. Diese Feststellungen richten sich darauf, wie eine tatsächliche Entscheidung ausgesehen hätte, nicht welche Entscheidung rückblickend sinnvoll gewesen wäre. Allerdings ist zu berücksichtigen, dass bei der Verletzung wesentlicher Verfahrens- und Schutzvorschriften der Einwand nicht durchgreifen kann. So ist das Unterlassen der Beantragung eines Haftbefehls oder ein unterlassenes Enteignungsverfahren auch dann nicht beachtlich, wenn dies ordnungsgemäß hätte erledigt werden können.

##### Arzthaftung
Bei Arzthaftungsprozess spielt das rechtmäßige Alternativverhalten im Zusammenhang mit unzureichenden oder unterlassenen Patientenaufklärungen eine Rolle. Grundsätzlich kann der Arzt sich darauf berufen, dass der Patient sich bei ordnungsgemäßer Aufklärung in derselben Weise entschieden hätte. Allerdings genügt es nicht, dass hierbei ein vernünftiger Patient oder auch nur die Mehrzahl der Patienten sich trotz Aufklärung entsprechend entschieden hätten. Grund hierfür ist, dass die Entscheidungsfreiheit des Patienten geachtet werden muss, was auch das Recht zu irrationalen Entscheidungen umfasst. Entscheidend ist daher, ob der konkrete Patient in seiner Situation dem Eingriff bei ausreichender ärztlicher Aufklärung zugestimmt hätte. Wurde durch den Arzt hinreichend im Prozess vorgetragen und gegebenenfalls Beweise angeboten ist der Einwand stets beachtlich. Danach muss der Patient im Arzthaftungsprozess auf die begründete Einwendung rechtmäßigen Alternativverhaltens durch den Arzt seinerseits plausibel darlegen, dass er bei erfolgter Aufklärung sich in einem Konfliktfall befunden hätte. Erfolgt der entsprechende Sachvortrag des Arztes erst in der Berufung handelt es sich um das Einbringen eines neuen Verteidigungsmittels, das nach § 531 Abs. 2 Nr. 3 ZPO zurückgewiesen werden kann.

### Beweislast
Die Beweislast liegt in den Fällen eines rechtmäßigen Alternativverhaltens nach allgemeinen Grundsätzen bei demjenigen, der behauptet, der Schaden sei auch bei rechtmäßigem Verhalten ganz oder teilweise eingetreten. Hierbei soll grundsätzlich aber nicht der Maßstab des § 286 ZPO, sondern der etwas weniger strenge § 287 ZPO gelten, da es nicht um die Frage geht, ob ein Erfolg eingetreten ist, sondern welcher Schaden. Unzureichend ist jedenfalls ein rein spekulativer Sachvortrag zu möglichen Verhaltensweisen des Geschädigten bei alternativen rechtmäßigem Verhalten.